# Церква Святого Микити
Церква Святого Микити у с. Дернів (Львівська область) — була зведена із соснових брусів у 60-тих роках XVII ст. у стилі галицької школи народної архітектури.

## Розташування
Знаходиться споруда у східній частині села, при березі потоку Кам'янка. Ідучи від траси Львів — Кам'янка-Бузька, проминаємо залізничний переїзд, заходимо у село і далі ідемо другою вулицею наліво (на схід), не переходячи міст через річку. Через 300 м справа буде територія дитячого садка, де і знаходиться храм.
Споруда датується 1666 р. та відзначається унікальною красою,  належить до пам'яток архітектури національного значення.

## Історія
У минулому церква була відома своїм внутрішнім оздобленням, пишним різьбленням, цікавими та яскравими розписами. Протягом своєї історії сакральна споруда неодноразово оновлювалася. 1867 р. храм встановили на кам'яний фундамент. У 1898 р. у храмі проводилися відновлювально-реставраційні роботи, у цей час переобладнали іконостас та бічний вівтар. 1905 р. маляр Йосип Сидорович виконав стінопис у всіх трьох частинах церкви, намалював п'ять нових ікон, у тому числі — ікону святого Миколая, а також відновив іконостас, найстаріші ікони якого походили з давніх часів. Таким чином іконостас вважався унікальним витвором мистецтва, а його старовинні ікони ще 1913 р. було перевезено до музею у Львові.
У бурхливому XX ст. богослужіння у храмі припинилися після завершення Другої світової війни. Згодом тут проводилися реставраційні роботи, спочатку під керівництвом архітектора Ігоря Старосольського 1962 р., а 1971 р. — під патронатом архітектора Людмили Дмитрович. Відновлювальні роботи у визначній пам'ятці архітектури провели також у 1987 р. Храм дуже компактний за розмірами — 13,5 м на 6,3 м. Дзвіниця відсутня. Згодом поруч побудували дитсадок з цегли, а храм й тепер став пустим, відданий на поталу природним стихіям і гризунам. До 40-х років XX ст. храмом опікувалася місцева землевласниця — Броніслава Вислоцька. За радянських часів з церкви зробили склад, а потім — музей і дитячий садочок.

## На даний час
Нинішній парох церкви неодноразово намагався здійснити її реставрацію, однак відповідно до чинного законодавства він не має права на таку діяльність, оскільки церква є власністю держави і лише влада України може здійснювати ремонт у цій сакральній споруді, однак держава коштів не виділяла. І ця унікальна споруда і надалі залишалась в аварійному стані. Гонтове покриття опасання було практично знищене, у не набагато кращому стані були покриття бань, дощ подекуди падав просто всередину споруди. Все змінилось на зламі 2015-16 років, держава знайшла гроші (100000 грн.), замовником виступив Департамент архітектури та розвитку містобудування Львівської обласної державної адміністрації, пройшов тендер на ПРОЗОРРО і пам'ятку почали реставрувати. Реставрацію храму завершили навесні 2018 р
Сьогодні церква діюча, підпорядковується греко-католицькій церкві. На сьогодні ця ексклюзивна церква збережена в автентичному вигляді — тризрубна, одноверха, без ніяких прибудов і дуже компактна за розмірами. Зі сходу і заходу до центрального квадратного зрубу прилягають менші рівні квадратні зруби. Ця сакральна споруда має ґонтове покриття, а у її інтер'єрі центральний простір висотно розкривається у напрямку до зеніту. Дата будівництва храму вирізьблена просто на одвірку дверей.